# Phiara pseudoaberrans
Phiara pseudoaberrans är en skalbaggsart som beskrevs av Gridelli 1939. Phiara pseudoaberrans ingår i släktet Phiara och familjen Melolonthidae. Inga underarter finns listade i Catalogue of Life.